# Уайт, Хэлберт
Хэлберт Уайт (англ. Halbert White; 19 ноября 1950, Канзас-Сити — 31 марта 2012) — американский экономист, эконометрист, создатель широко применяемых эконометрических тестов (в частности, теста Уайта). В 1999 году стал сооснователем консалтинговой фирмы «Bates White», имеющей офисы в Вашингтоне и Сан-Диего.
Уайт назывался среди наиболее вероятных кандидатов на получение Нобелевской премии по экономике за 2011 год.

## Основные произведения
- White; Halbert (1980), A Heteroskedasticity-Consistent Covariance Matrix Estimator and a Direct Test for Heteroskedasticity, Econometrica, 48 (4): 817–838, doi:10.2307/1912934, JSTOR 1912934